# دیوتیمای مانتینیا
دیوتیمای مانتینیا (‎/ˌdaɪəˈtiːmə/‎؛ یونانی: Διοτίμα ; لاتین: Diotīma) نام یا نام مستعار یک شخصیت یونانی باستان در متن فلسفی ضیافت، اثری ازافلاطون است، وی احتمالاً یک شخصیت تاریخی واقعی بوده که در حدود ۴۴۰ پیش از میلاد می‌زیسته‌است. ایده‌ها و آموزه‌های او دربارهٔ اروس که توسط شخصیت سقراط در متن فلسفی ضیافت گزارش شده‌است، مفهومی که امروزه به عنوان عشق افلاطونی شناخته می‌شود را معرفی و بررسی می کند.

## نقش در ضیافت
در سمپوزیوم (ضیافت) افلاطون اعضای یک گروه یا حزب در مورد معنای عشق بحث می‌کنند. سقراط می‌گوید که در جوانی توسط دیوتیما، پیشگویی که طاعون آتن را با موفقیت به تعویق انداخت، «فلسفه عشق» را آموخت. در روایتی که سقراط در سمپوزیوم بازگو می‌کند، دیوتیما می‌گوید که سقراط ایده عشق را با ایده معشوق اشتباه گرفته‌است. او می‌گوید که عشق نه کاملاً زیبا است و نه خوب، همان‌طور که سخنرانان قبلی در دیلوگ استدلال کرده بودند. دیوتیما شجره نامه عشق (اروس) را به سقراط می‌دهد و بیان می‌کند که او فرزند "غنا (poros) و فقر (penia) " است. از نظر او، عشق فرد را به دنبال زیبایی، اول زیبایی زمینی یا بدن زیبا سوق می‌دهد. پس از آن عاشق در خرد رشد می‌کند، زیبایی که در جستجوی آن است ذات روحانی یا زیبایی است که می‌تواند از معشوق دریافت کند. از نظر دیوتیما، صحیح‌ترین استفاده از عشق به انسان‌های دیگر این است که ذهن خود را به سوی عشق به خرد یا فلسفه زندگی سوق دهد.
از توصیف کننده سمپوزیوم دیوتیما، به نظر می‌رسد لفظ "Mantinikê" (مانتینی) برای جلب توجه به کلمه " مانتیس " طراحی شده‌است، که نشان دهنده ارتباط وی با نبوت و روحانیت فلسفی است. او بیشتر به عنوان یک خارجی (ξένη) (201e) و به عنوان حکیم (σοφὴ) نه تنها در موضوع عشق، بلکه در بسیاری از چیزهای دیگر (ἄλλα πολλά) توصیف می‌شود. او آتنیان را در مورد قربانی (thusiai) توصیه می‌کند که شروع طاعون را به تأخیر می‌اندازد (201d) و همچنین سخنرانی او در مورد اروس از زبان قربانی (thusia)، نبوت (مانتیک)، تطهیر (katharsis)، عرفانی استفاده می‌کند. اعمال مذهبی نیز مانند آغاز (تلتای) و در مکاشفات/رؤیاها به اوج خود می‌رسد (202e). در یک نسخه خطی توصیف او به اشتباه mantikê («زن مانتیک» یا بیننده) به جای Mantinikê نوشته شده بود، که ممکن است دلیل دیگری برای پذیرش دیوتیما به عنوان یک «کاهن» باشد. به نظر می‌رسد دیدگاه‌های او در مورد عشق و زیبایی، آموزه‌های سقراط را در مورد ارزش دیمونیک (چیزی که بین فانی و فناناپذیر است) و «تولد زیبایی» متمرکز می‌کند.

## وجود تاریخی دیوتیما

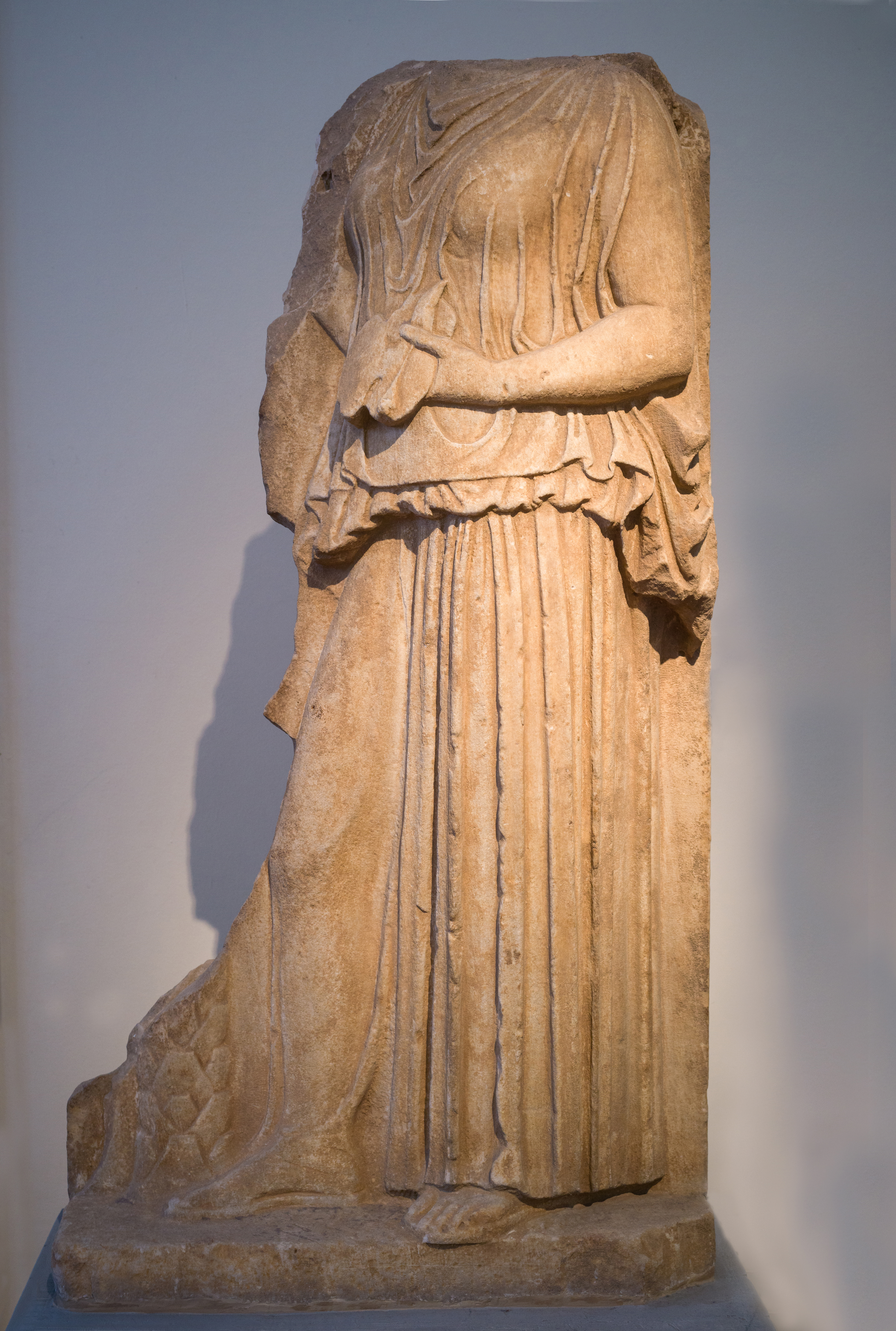
نقش برجسته زنی که کبدی را برای هپاتوسکوپی در دست گرفته‌است، احتمالاً تصویری از دیوتیما از مانتینیا.

از آنجایی که هیچ مدرکی برای «دیوتیما» در خارج از سمپوزیوم افلاطون وجود ندارد، این تردید وجود دارد که آیا او یک شخصیت واقعی تاریخی بوده‌است تا یک آفرینش تخیلی.

### به عنوان یک شخصیت خیالی
مارسیلیو فیچینو، در قرن پانزدهم، اولین کسی بود که پیشنهاد کرد او ممکن است تخیلی باشد. مارتا نوسبام با اعتقاد به این که دیوتیما یک داستان تخیلی است، خاطرنشان می‌کند که نام دیوتیما، که به معنای «به خدا احترام کن»، در تضاد مستقیم با تیماندرا («به مرد احترام بگذار»)، که به گفته پلوتارک، همسر آلکیبیادس بود، قرار دارد.

### بر اساس آسپاسیا
برخی از محققان قرن نوزدهم و اوایل قرن بیستم بر این باور بودند که افلاطون دیوتیما را بر اساس آسپاسیا، همراه پریکلس که به طرز معروفی با هوش و فصاحتش او را تحت تأثیر قرار داد، قرار داده‌است. این هویت اخیراً توسط آرماند دانگور نیز مورد بررسی و تحقیق قرار گرفته‌است.

### به عنوان یک چهره مستقل
مری الن وایت استدلال کرده‌است که دیوتیما می‌تواند یک زن تاریخی مستقل باشد که به خاطر دستاوردهای فکری‌اش شناخته می‌شود، و اشاره می‌کند که در سمپوزیوم، دیوتیما ایده‌هایی را بیان می‌کند که با هر دو عقاید سقراط و افلاطون متفاوت است، هرچند با هر دو ارتباط روشنی دارد. این موضوع، محققان را به فرضیه وجود تاریخی دیوتیما هدایت می‌کند.

## یادداشت
1. ↑  Plato, Symposium, 210a–212b
2. ↑  The Speech of Alcibiades. Philosophy and Literature, Volume 3, Number 2, Fall 1979, pp. 131-172
3. ↑  Wider, Kathleen. "Women philosophers in the Ancient Greek World: Donning the Mantle". Hypatia vol 1 no 1 Spring 1986.
4. ↑  Urban Walker, Margaret (Summer 2005). "Diotima's Ghost: The Uncertain Place of Feminist Philosophy in Professional Philosophy". Hypatia. 20 (3): 153–164. doi:10.2979/hyp.2005.20.3.153. JSTOR 3811120.